# 677 Aaltje
677 Aaltje eller 1909 FR är en asteroid i huvudbältet, som upptäcktes 18 januari 1909 av den tyska astronomen August Kopff i Heidelberg. Den är uppkallad efter den nederländska sångerskan Aaltje Noordewier-Reddingius.
Asteroiden har en diameter på ungefär 32 kilometer.